# Hydroxytropacocaina
Hydroxytropacocaina es un alcaloide tropánico presente en la  planta Erythroxylum coca.